# Gerichtsbezirk Oberplan
Der Gerichtsbezirk Oberplan (tschechisch: soudní okres Planá) war ein dem Bezirksgericht Oberplan unterstehender Gerichtsbezirk im Kronland Böhmen. Er umfasste Gebiete im Süden Böhmens im Okres Český Krumlov. Zentrum des Gerichtsbezirks war die Stadt Oberplan (Planá). Das Gebiet gehörte seit 1918 zur neu gegründeten Tschechoslowakei und ist seit 1991 Teil der Tschechischen Republik.

## Geschichte
Die ursprüngliche Patrimonialgerichtsbarkeit wurde im Kaisertum Österreich nach den Revolutionsjahren 1848/49 aufgehoben. An ihre Stelle traten die Bezirks-, Landes- und Oberlandesgerichte, die nach den Grundzügen des Justizministers geplant und deren Schaffung am 6. Juli 1849 von Kaiser Franz Joseph I. genehmigt wurde. Der Gerichtsbezirk Oberplan gehörte zunächst zum Kreis Budweis und umfasste 1854 die 20 Katastralgemeinden Eggetschlag, Glöckelberg, Hintring, Honetschlag, Humwald, Irresdorf, Langenbruck, Mauthstadt, Mugrau, Neuofen, Oberplan, Ogfolderhaid, Pargfried, Pernek, Planles, Sarau, Schwarzbach, Stögenwald, Stuben und Unterwuldau. Der Gerichtsbezirk Oberplan bildete im Zuge der Trennung der politischen von der judikativen Verwaltung ab 1868 gemeinsam mit den Gerichtsbezirken Krumau (Krumlov) und Kalsching (Chvalšiny) den Bezirk Krumau.
Im Gerichtsbezirk Oberplan lebten 1869 13.957 Menschen, 1900 waren es 16.084 Personen. Der Gerichtsbezirk Oberplan wies 1910 eine Bevölkerung von 16.364 Personen auf, von denen 16.202 Deutsch und 118 Tschechisch als Umgangssprache angaben. Im Gerichtsbezirk lebten zudem 44 Anderssprachige oder Staatsfremde.
Durch die Grenzbestimmungen des am 10. September 1919 abgeschlossenen Vertrages von Saint-Germain kam der Gerichtsbezirk Oberplan vollständig zur neugegründeten Tschechoslowakei, wobei die Gerichtseinteilung bis 1938 im Wesentlichen bestehen blieb. Nach dem Münchner Abkommen wurde das Gebiet teilweise dem Reichsgau Oberdonau zugeschlagen und wurde nach dem Zweiten Weltkrieg Teil des Okres Český Krumlov, zu dem es bis heute gehört. Nachdem die Bezirksbehörden im Zuge einer Verwaltungsreform 2003 ihre Verwaltungskompetenzen verloren, werden diese von den Gemeinden bzw. dem Jihočeský kraj wahrgenommen, zu dem das Gebiet um Planá seit Beginn des 21. Jahrhunderts mit anderen Bezirken zusammengefasst wurde.

## Gerichtssprengel
Der Gerichtssprengel umfasste 1910 die 20 Gemeinden Eggetschlag (Bližná), Glöckelberg (Zvonková), Hintring (Záhvozdí), Honetschlag (Hodňov), Irresdorf (Lštín), Mauthstadt (Mýto), Mugrau (Mokrá), Mutzgern (Muckov), Neuofen (Nová Pec), Oberplan (Planá), Ogfolderhaid (Jablonec), Parkfried (Pargfried), Pernek (Pernek), Planles (Plánička), Sarau (Kyselov), Schwarzbach (Černá v Pošumaví), Stögenwald (Pestřice), Stuben (Hůrka), Tusset (Stožec) und Unterwuldau (Dolní Vltavice).